# Don Ayler
Donald „Don“ Ayler (* 5. Oktober 1942 in Cleveland, Ohio; † 7. November 2007 in Northfield (Ohio)) war ein US-amerikanischer Jazz-Trompeter  des Free Jazz.
Don Ayler ist der jüngere Bruder von Albert Ayler. Er studierte von 1952 bis 1957 an der Miller Academy of Music in Cleveland sowie am Cleveland Institute of Music. Er spielte in der Band seines Vaters und sammelte auf Anraten seines Bruders erste Bühnenerfahrungen in der Band des Saxophonisten Charles Tyler. 1963 hielt er sich in Europa auf und trat 1964 als Nachfolger von Don Cherry in das Quartett seines Bruders ein, mit dem er auch Schallplattenaufnahmen machte und ihn auf seine Europatournee begleitet. 1966 beteiligte er sich an einem Konzert von John Coltrane im New Yorker Lincoln Center. Don Aylers Kompositionen wie Jesus und Our Prayer wurden auf Albert Aylers Platten festgehalten; die Einspielungen zeigen ein pointiert aufeinander abgestimmtes Geschwisterpaar. Nach dem frühen Tod von Albert Ayler 1970, der Don Ayler tief berührte, endete seine Laufbahn als Trompeter, auch wenn er hin und wieder bei Konzerten auftrat. 
Unter eigenem Namen sind erschienen der Mitschnitt eines Konzerts in New York aus dem Jahr 1969 (eine bis dahin unveröffentlichte Session für Amiri Barakas Jihad Label), enthalten in dem Albert Ayler Box-Set Revenant’s Holy Ghost und ein Set, bestehend aus drei Alben, Don Ayler in Florence 1981.

## Diskographische Hinweise
- Albert Ayler: Lörrach/Paris (HatArt, 1966)
- Albert Ayler: In Greenwich Village (Impulse! Records, 1967)